# Lespezi
Lespezi là một xã thuộc hạt Iași, România. Dân số thời điểm năm 2002 là 6132 người.